# Овчинино (Калужская область)
Овчинино — деревня в Жуковском районе Калужской области России. Входит в состав сельское поселения «Село Высокиничи».

## География
Стоит при впадении в реку Протва её малого притока — реки Паж, на исторической дороге.
Слился с деревней Новая Слобода, которая, в свою очередь, слилось с Ильинское. Осью трёх деревень стала автодорога 29Н-178 « „Белоусово — Высокиничи — Серпухов“ — Чёрная Грязь — Ильинское — Тиньково» (идентификационный номер 29 ОП МЗ 29Н-178).

## История
В 1782 году село Овчинино относилась к Малоярославецкому уезду во владении Коллегии экономии синодального правления, а прежде графов Орловых.
Центр  Овчининской  волости.
В конце октября 1941 года оккупировано фашистами

## Население
| 2002 | 2010 |
| ---- | ---- |
| 11   | ↘10  |

## Инфраструктура
Личное подсобное хозяйство. 

## Транспорт
Деревня доступна автотранспортом. Исторически село стоит на пересечении Протвы Старой Калужской дорогой.
Остановка общественного транспорта «Овчинино».